# Moffat County
Das Moffat County ist ein County im Bundesstaat Colorado der Vereinigten Staaten. Der Verwaltungssitz (County Seat) ist  Craig.
Im Moffa County befindet sich auch der Großteil des Dinosaur National Monument.

## Geographie
Das County im äußersten Nordwesten von Colorado grenzt im Norden an Wyoming, im Westen an Utah und hat eine Fläche von 12.305 Quadratkilometern, wovon 23 Quadratkilometer Wasserfläche sind. Es grenzt im Uhrzeigersinn an folgende Countys: Sweetwater County, Carbon County, Routt County, Rio Blanco County, Uintah County und Daggett County.

## Geschichte
Moffat County wurde 1911 aus Teilen von Routt County gegründet. Das County wurde nach David H. Moffat benannt, einem Großindustriellen aus Colorado. Dessen Eisenbahngesellschaft Denver, Northwestern & Pacific versuchte, eine Strecke von Denver nach Salt Lake City zu bauen. 1913 erreichte die neuorganisierte Eisenbahn Denver & Salt Lake Railroad schließlich ihren Endhalt Craig. Dies war weniger als die Hälfte der ursprünglich geplanten Strecke bis nach Salt Lake City.

## Demografische Daten

Alterspyramide des Moffat Countys

Nach der Volkszählung im Jahr 2000 lebten im County 13.184 Menschen. Es gab 4983 Haushalte und 3577 Familien. Die Bevölkerungsdichte betrug 1 Einwohner pro Quadratkilometer. Ethnisch betrachtet setzte sich die Bevölkerung zusammen aus 93,61 Prozent Weißen, 0,21 Prozent Afroamerikanern, 0,88 Prozent amerikanischen Ureinwohnern, 0,33 Prozent Asiaten, 0,02 Prozent Bewohnern aus dem pazifischen Inselraum und 3,17 Prozent aus anderen ethnischen Gruppen; 1,77 Prozent stammten von zwei oder mehr Ethnien ab. 9,46 Prozent der Gesamtbevölkerung waren spanischer oder lateinamerikanischer Abstammung.
Von den 4983 Haushalten hatten 38,2 Prozent Kinder und Jugendliche unter 18 Jahre, die bei ihnen lebten. 58,7 Prozent waren verheiratete, zusammenlebende Paare, 8,2 Prozent waren allein erziehende Mütter. 28,2 Prozent waren keine Familien. 23,6 Prozent waren Singlehaushalte und in 8,1 Prozent lebten Menschen im Alter von 65 Jahren oder darüber. Die Durchschnittshaushaltsgröße betrug 2,58 und die durchschnittliche Familiengröße lag bei 3,05 Personen.
Auf das gesamte County bezogen setzte sich die Bevölkerung zusammen aus 28,5 Prozent Einwohnern unter 18 Jahren, 8,6 Prozent zwischen 18 und 24 Jahren, 29,9 Prozent zwischen 25 und 44 Jahren, 23,8 Prozent zwischen 45 und 64 Jahren und 9,4 Prozent waren 65 Jahre alt oder darüber. Das Durchschnittsalter betrug 35 Jahre. Auf 100 weibliche Personen kamen 107,7 männliche Personen, auf 100 Frauen im Alter ab 18 Jahren kamen statistisch 106,2 Männer.
Das jährliche Durchschnittseinkommen eines Haushalts betrug 41.528 USD, das Durchschnittseinkommen der Familien betrug 45.511 USD. Männer hatten ein Durchschnittseinkommen von 37.288 USD, Frauen 22.080 USD. Das Pro-Kopf-Einkommen betrug 18.540 USD. 8,3 Prozent der Bevölkerung und 6,9 Prozent der Familien lebten unterhalb der Armutsgrenze. Darunter waren 8,3 Prozent der Bevölkerung unter 18 Jahren und 9,3 Prozent der Einwohner ab 65 Jahren.

## Sehenswürdigkeiten

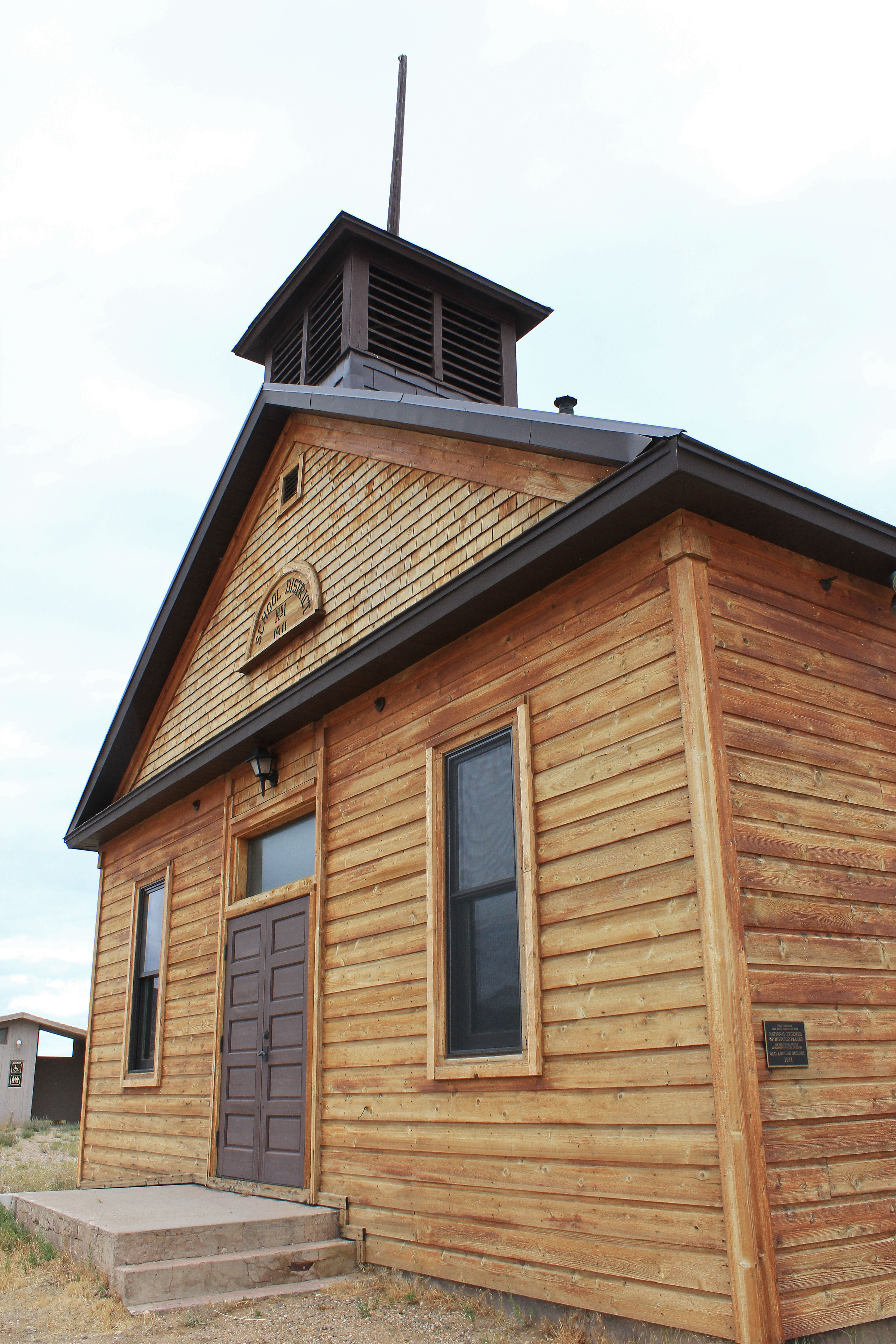
Old Ladore School (2017). Diese 1911 in Holzbauweise in Browns Park errichtete Schule wurde im Februar 1975 als erstes Objekt des County im NRHP eingetragen.

14 Bauwerke, Stätten und historische Bezirke (Historic Districts) im Moffat County sind im National Register of Historic Places („Nationales Verzeichnis historischer Orte“; NRHP) eingetragen (Stand 13. September 2022), darunter ein Eisenbahnwaggon, zwei Schulen und eine ehemalige Waffenkammer der Miliz.

## Orte im Moffat County
- Axial
- Blue Mountain
- Craig
- Craig South Highlands
- Dinosaur
- Elk Springs
- Greystone
- Hamilton
- Hiawatha
- Iles Grove
- Jack Springs
- Juniper Hot Springs
- Lay
- Loyd
- Massadona
- Maybell
- Powder Wash
- Sunbeam